# São Pedro de Agostém
São Pedro de Agostém es una freguesia portuguesa del concelho de Chaves, en el distrito de Vila Real, con 26,85 km² de superficie y 1.419 habitantes (2011). Su densidad de población es de 52,8 hab/km².
Situada a solo 7 km al sureste de la ciudad de Chaves, a la izquierda del río Támega, São Pedro de Agostém, es una de las freguesias más grandes del concelho (solo superada por las de São Vicente da Raia y Águas Frias), con su territorio extendiéndose desde la vega del Támega hasta la sierra de Brunheiro. Es también, junto con Nogueira da Montanha, la que tiene más núcleos de población, pues además del que da nombre y sede a la freguesia cuenta con otras diez aldeas, a saber:  Agostém,  Bóbeda, Escariz, Lagarelhos, Paradela, Pereira de Veiga, Peto, Sesmil, Ventuzelos y Vila Nova de Veiga.
A pesar de su proximidad a Chaves, se trata de una freguesia eminentemente rural, dedicada a la agricultura, con cultivos de viña y frutales en las zonas de vega y de cereales, patata y castaña, amén de producción forestal, en las zonas más altas.
Poblada permanentemente al menos desde el siglo VIII, São Pedro de Agostém fue en la Edad Media un señorío del Arzobispado de Braga, donado en 1133 por el rey Afonso Henriques al obispo Paio Mendes. En 1385 el rey D. Juan I y el caudillo Nuno Álvares Pereira pasaron la Nochebuena con sus tropas en São Pedro, durante la expedición que reconquistaría Chaves de la ocupación castellana.
En el patrimonio histórico-artístico de la freguesia destacan la iglesia matriz, el santuario de Nossa Senhora. da Saúde (N.ª Sra. de la Salud), la casa solariega de los Pizarro en Bobeda, las capillas de Santa Bárbara y Santa Ana y el castro de Ventuzelos, donde se encontraron restos de cerámica romana y medieval.